# Осада Нарвы (1581)
Осада Нарвы 1581 года — шведская осада Нарвы в ходе Ливонской войны, завершившаяся взятием города.

## Ход событий
Нарва (Ругодив) была первым ливонским городом, взятым русскими войсками в результате осады 1558 года. Относительно Нарвы у царя Ивана Грозного были большие планы по созданию крупного торгового и военного порта Руси на Балтийском море. В городе были построены православные храмы, за 23 года русского правления в него переселились немало русских купцов и ремесленников. Нарвская торговля с городами Северной Германии, Дании, Голландии, Франции и Англии стала очень прибыльной и быстро развивалась.
Для Шведского королевства и Речи Посполитой появление русских в Балтийском море было крайне нежелательным, из-за чего оба государства вступили в войну. В битве под Венденом на ливонском театре военных действий наступил перелом. В августе 1579 года шведы предприняли первую попытку овладеть Нарвой, но отступили, потеряв около 4000 человек.
В августе 1581 году усиленная отрядами шотландских наёмников шведская армия под командованием фельдмаршала Понтуса Делагарди и адмирала Класа Флеминга по Финскому заливу и реке Нарове на кораблях прибыла к Нарве и обложив её с трёх сторон, подвергла интенсивному обстрелу из 24 крупных картаун. Шведам пошло на пользу, что ещё до их прибытия основная часть нарвского гарнизона была переведена во Псков для его обороны от поляков. Спустя полторы недели, после того, как стена крепости была разрушена, шведское войско ворвалось в город, подавило сопротивление и учинило жестокую резню. Как пишет Бальтазар Руссов, при штурме погибло около 300 детей боярских, около 2000 стрельцов и 7000 русских горожан, включая женщин и детей.

## Последствия
Вскоре Делагарди, пользуясь тем, что русские гарнизоны крепостей Ижорской земли были частично отвлечены на оборону Пскова от войск Стефана Батория, победным маршем прошёл всю западную Ингерманландию и, уже не встречая серьёзного сопротивления, занял крепости Ивангород, Ям и Копорье. Дальнейшее продвижение шведов было остановлено в битве под Лялицами и во время осады Орешка.
Русь потеряла свой единственный крупный порт на Балтике, а также до Тявзинского мира 1595 года вообще выход к балтийскому побережью.